# Гелена Вілдова
Гелена Вілдова (чеськ. Helena Vildová; нар. 19 березня 1972) — колишня чеська тенісистка.
Найвищу одиночну позицію світового рейтингу — 188 місце досягла 15 січня 1996, парну — 39 місце — 3 листопада 1997 року.
Здобула 3 одиночні та 3 парні титули.
Найвищим досягненням на турнірах Великого шолома було 2 коло в парному розряді.
Завершила кар'єру 2001 року.

## Фінали турнірів WTA

### Парний розряд: 6 (3–3)
| Легенда            |
| ------------------ |
| Великий Шлем (0–0) |
| Tier I (0–0)       |
| Tier II (0–0)      |
| Tier III (1–1)     |
| Tier IV & V (2–2)  |

| Результат | W/L  | Дата     | Турнір                     | Покриття | Партнерка      | Суперниці                           | Рахунок       |
| --------- | ---- | -------- | -------------------------- | -------- | -------------- | ----------------------------------- | ------------- |
| Поразка   | 0–1  | Лют 1997 | Linz Open, Австрія         | Килим    | Ева Меліхарова | Александра Фусаї Наталі Тозья       | 6–4, 3–6, 1–6 |
| Перемога  | 1–1  | Чер 1997 | 1997, Нідерланди           | Трава    | Ева Меліхарова | Каріна Габшудова Флоренсія Лабат    | 6–3, 7–6      |
| Поразка   | 1–2  | Лип 1997 | Prague Open, Чехія         | Ґрунт    | Ева Мартінцова | Руксандра Драгомір Каріна Габшудова | 1–6, 7–5, 2–6 |
| Перемога  | 2–2  | Сер 1997 | Gastein Ladies, Австрія    | Ґрунт    | Ева Меліхарова | Радка Бобкова Вілтруд Пробст        | 6–2, 6–2      |
| Перемога  | 3–2  | Сер 1998 | Orange Warsaw Open, Польща | Ґрунт    | Квета Пешке    | Оса Свенссон Седа Норландер         | 6–3, 6–2      |
| Поразка   | 3–3. | Лют 1999 | Prague Open, Чехія         | Ґрунт    | Квета Пешке    | Александра Фусаї Наталі Тозья       | 6–3, 2–6, 1–6 |

## Фінали ITF
| Легенда          |
| ---------------- |
| турніри $100,000 |
| турніри $75,000  |
| турніри $50,000  |
| турніри $25,000  |
| турніри $10,000  |

### Одиночний розряд: 6 (3–3)
| Результат | Ранг | Дата              | Турнір                    | Покриття   | Суперниця            | Рахунок       |
| --------- | ---- | ----------------- | ------------------------- | ---------- | -------------------- | ------------- |
| Перемога  | 1.   | 26 листопада 1990 | ITF Ерд, Угорщина         | Ґрунт      | Клара Благова        | 6–2, 6–3      |
| Поразка   | 2.   | 5 лютого 1995     | ITF Кобург, Німеччина     | Тверде (i) | Нанне Дальман        | 6–3, 3–6, 3–6 |
| Перемога  | 3.   | 6 жовтня 1996     | ITF Лангенталь, Швейцарія | Килим (i)  | Керстін Таубе        | 6–3, 3–6, 6–1 |
| Поразка   | 4.   | 7 квітня 1997     | ITF Хвар, Хорватія        | Ґрунт      | Мілена Неквапілова   | 6–7(2), 4–6   |
| Перемога  | 5.   | 5 жовтня 1997     | ITF Лангенталь, Швейцарія | Килим (i)  | Габріела Кучерова    | 6–3, 6–2      |
| Поразка   | 6.   | 30 січня 2000     | ITF Бостад, Швеція        | Тверде (i) | Магдалена Зденовкова | 3–6, 6–0, 4–6 |

### Парний розряд: 44 (28–16)
| Результат | Ранг | Дата              | Турнір                         | Покриття   | Партнерка            | Суперниці                                    | Рахунок           |
| --------- | ---- | ----------------- | ------------------------------ | ---------- | -------------------- | -------------------------------------------- | ----------------- |
| Перемога  | 1.   | 23 квітня 1990    | ITF Саттон, Англія             | Ґрунт      | Радка Бобкова        | Лайза Келлер Робін Модслі                    | 7–6(8), 6–3       |
| Перемога  | 2.   | 17 вересня 1990   | ITF Наполі, Італія             | Тверде     | Луціє Лудвіґова      | Марта Аластруе Патрісія Міллер               | 3–6, 6–1, 6–0     |
| Перемога  | 3.   | 24 вересня 1990   | ITF Наполі, Італія             | Ґрунт      | Луціє Лудвіґова      | Клара Благова Наталі Чан                     | 6–3, 6–2          |
| Поразка   | 4.   | 26 листопада 1990 | ITF Ерд, Угорщина              | Ґрунт      | Луціє Лудвіґова      | Магдалена Фейстель Катажина Теодорович       | 7–5, 4–6, 2–6     |
| Поразка   | 5.   | 8 квітня 1991     | ITF Турин, Італія              | Ґрунт      | Луціє Штефлова       | Ева Бес Вірхінія Руано Паскуаль              | 7–6, 1–6, 3–6     |
| Перемога  | 6.   | 20 травня 1991    | ITF Катовиці, Польща           | Ґрунт      | Магдалена Фейстель   | Івана Янковська Ева Меліхарова               | 6–4, 6–7(9), 6–0  |
| Поразка   | 7.   | 1 лютого 1993     | ITF Ньюкасл, Англія            | Килим (i)  | Павліна Райзлова     | Наталія Єгорова Світлана Пархоменко          | 4–6, 6–7, 0–6     |
| Поразка   | 8.   | 8 лютого 1993     | ITF Сандерленд, Англія         | Килим (i)  | Павліна Райзлова     | Наталія Єгорова Світлана Пархоменко          | 6–2, 1–6, 6–7     |
| Поразка   | 9.   | 1 березня 1993    | ITF Кашкайш, Португалія        | Ґрунт      | Павліна Райзлова     | Лара Біттер Амі ван Бюрен                    | 1–6, 6–2, 3–6     |
| Поразка   | 10.  | 20 вересня 1993   | ITF Рабаць, Хорватія           | Ґрунт      | Петра Голубова       | Моніка Кратохвілова Ольга Гостакова          | 4–6, 4–6          |
| Перемога  | 11.  | 27 вересня 1993   | ITF Малий Лошинь, Хорватія     | Ґрунт      | Александра Ольша     | Івона Хорват Тіна Вукасович                  | 6–0, 6–7(5), 6–3  |
| Перемога  | 12.  | 17 січня 1994     | ITF Турку, Фінляндія           | Килим (i)  | Радка Суракова       | Лінда Янссон Катріна Саарінен                | 7–5, 6–3          |
| Перемога  | 13.  | 6 лютого 1994     | ITF Кобург, Німеччина          | Килим (i)  | Катажина Теодорович  | Івана Янковська Ева Меліхарова               | 6–2, 7–6          |
| Перемога  | 14.  | 15 травня 1994    | ITF Будапешт, Угорщина         | Ґрунт      | Ева Меліхарова       | Віраг Чурго Андреа Темешварі                 | 6–2, 6–4          |
| Перемога  | 15.  | 1 серпня 1994     | ITF Мюнхен, Німеччина          | Ґрунт      | Карін Баккум         | Сільвія Рамон-Кортес Крістіна Торренс-Валеро | 7–6(4), 6–0       |
| Поразка   | 16.  | 29 серпня 1994    | ITF Марибор, Словенія          | Ґрунт      | Катажина Теодорович  | Адріана Барна Андреа Носай                   | 7–5, 6–0          |
| Перемога  | 17.  | 24 жовтня 1994    | ITF Пуатьє, Франція            | Тверде (i) | Людмила Ріхтерова    | Татьяна Єчменіца Светлана Кривенчева         | 7–6, 6–1          |
| Поразка   | 18.  | 5 лютого 1995     | ITF Кобург, Німеччина          | Тверде (i) | Магдалена Фейстель   | Седа Норландер Марлен Вайнгартнер            | 2–6, 7–6, 2–6     |
| Перемога  | 19.  | 24 квітня 1995    | ITF Будапешт, Угорщина         | Ґрунт      | Ева Меліхарова       | Александра Фусаї Крістін Годрідж             | 6–3, 6–4          |
| Перемога  | 20.  | 21 травня 1995    | ITF Бордо, Франція             | Ґрунт      | Седа Норландер       | Еріка Делоун Ніколь Пратт                    | 6–3, 6–1          |
| Поразка   | 21.  | 17 липня 1995     | ITF Дармштадт, Німеччина       | Ґрунт      | Магдалена Фейстель   | Светлана Кривенчева Квета Пешке              | 6–7(4), 2–6       |
| Поразка   | 22.  | 6 серпня 1995     | ITF Будапешт, Угорщина         | Ґрунт      | Магдалена Фейстель   | Татьяна Єчменіца Светлана Кривенчева         | 4–6, 3–6          |
| Поразка   | 23.  | 14 серпня 1995    | ITF Марибор, Словенія          | Ґрунт      | Ева Меліхарова       | Лаура Гарроне Тіна Кріжан                    | 4–6, 6–3, 2–6     |
| Перемога  | 24.  | 13 листопада 1995 | ITF Бад-Ґеґґінґ, Німеччина     | Килим (i)  | Ева Меліхарова       | Яна Мацурова Ольга Виметалкова               | 7–5, 6–3          |
| Перемога  | 25.  | 3 грудня 1995     | ITF Лімож, Франція             | Тверде (i) | Ева Меліхарова       | Ева Мартінцова Елена Пампулова               | 6–3, 0–6, 6–4     |
| Перемога  | 26.  | 4 березня 1996    | ITF Простейов, Чехія           | Тверде (i) | Деніса Хладкова      | Светлана Кривенчева Ольга Лугіна             | 7–6(5), 4–6, 7–5  |
| Перемога  | 27.  | 26 травня 1996    | ITF Новий Сад, Сербія          | Ґрунт      | Седа Норландер       | Міріам Д'Агостіні Ларісса Шерер              | 4–6, 6–1, 6–1     |
| Перемога  | 28.  | 11 серпня 1996    | ITF Сопот, Польща              | Ґрунт      | Ленка Немечкова      | Кірстін Фрає Зілке Маєр                      | 6–0, 6–0          |
| Перемога  | 29.  | 25 серпня 1996    | ITF Афіни, Греція              | Ґрунт      | Кетеліна Крістя      | Віржині Массар Емануела Зардо                | 6–2, 6–4          |
| Перемога  | 30.  | 6 жовтня 1996     | ITF Лангенталь, Швейцарія      | Килим (i)  | Аліна Жидкова        | Сесілія Шарбонньє Андреа Шварц               | 6–4, 6–4          |
| Перемога  | 31.  | 3 листопада 1996  | ITF Стокгольм, Швеція          | Тверде (i) | Сандра Клейнова      | Нанне Дальман Марія Страндлунд               | 7–5, 6–4          |
| Поразка   | 32.  | 31 березня 1997   | ITF Макарська, Хорватія        | Ґрунт      | Нора Кевеш           | Євгенія Куликовська Кароліна Шнайдер         | 1–6, 6–4, 4–6     |
| Перемога  | 33.  | 5 жовтня 1997     | ITF Лангенталь, Швейцарія      | Килим (i)  | Магдалена Кучерова   | Діане Асенсіо Анґела Бюрґіс                  | 7–5, 6–4          |
| Поразка   | 34.  | 5 квітня 1998     | ITF Хвар, Хорватія             | Ґрунт      | Антоанета Пандєрова  | Єлена Костанич-Тошич Катарина Среботнік      | 5–7, 3–6          |
| Перемога  | 35.  | 12 квітня 1998    | ITF Дубровник, Хорватія        | Ґрунт      | Ева Меліхарова       | Бланка Кумбарова Міхаела Паштікова           | 5–7, 6–4, 6–4     |
| Перемога  | 36.  | 9 грудня 1998     | ITF Тітізе-Нойштадт, Німеччина | Килим (i)  | Квета Пешке          | Анка Барна Адріана Барна                     | 6–4, 6–3          |
| Перемога  | 37.  | 20 грудня 1998    | ITF Пругониці, Чехія           | Килим (i)  | Ева Меліхарова       | Людмила Черванова Магдалена Кучерова         | 4–6, 6–3, 6–4     |
| Поразка   | 38.  | 15 листопада 1999 | ITF Шлірен, Швейцарія          | Килим (i)  | Гана Шромова         | Габріела Хмелінова Ольга Виметалкова         | 2–6, 6–4, 5–7     |
| Перемога  | 39.  | 13 грудня 1999    | ITF Пругониці, Чехія           | Тверде (i) | Мартина Суха         | Надія Островська Тетяна Пучек                | 6–3, 2–6, 6–2     |
| Перемога  | 40.  | 29 січня 2000     | ITF Бостад, Швеція             | Тверде (i) | Магдалена Зденовкова | Фріда Енґблом Еріка Ольссон                  | 6–4, 6–2          |
| Поразка   | 41.  | 2 квітня 2000     | ITF Куарту-Сант'Елена, Італія  | Ґрунт      | Міхаела Паштікова    | Светлана Кривенчева Антоанета Пандєрова      | 5–7, 6–7(7)       |
| Поразка   | 42.  | 23 квітня 2000    | ITF Простейов, Чехія           | Ґрунт      | Магдалена Зденовкова | Міхаела Паштікова Ясмін Вер                  | 6–3, 1–6, 6–7(10) |
| Перемога  | 43.  | 3 вересня 2000    | ITF Пльзень, Чехія             | Ґрунт      | Ева Крейчова         | Габріела Хмелінова Алена Вашкова             | 5–3, 4–1, 4–2     |
| Перемога  | 44.  | 28 січня 2001     | ITF Бостад, Швеція             | Тверде (i) | Бланка Кумбарова     | Ленка Ценкова Адріана Єрабек                 | 6–1, 6–3          |